# Karla Sofía Gascón

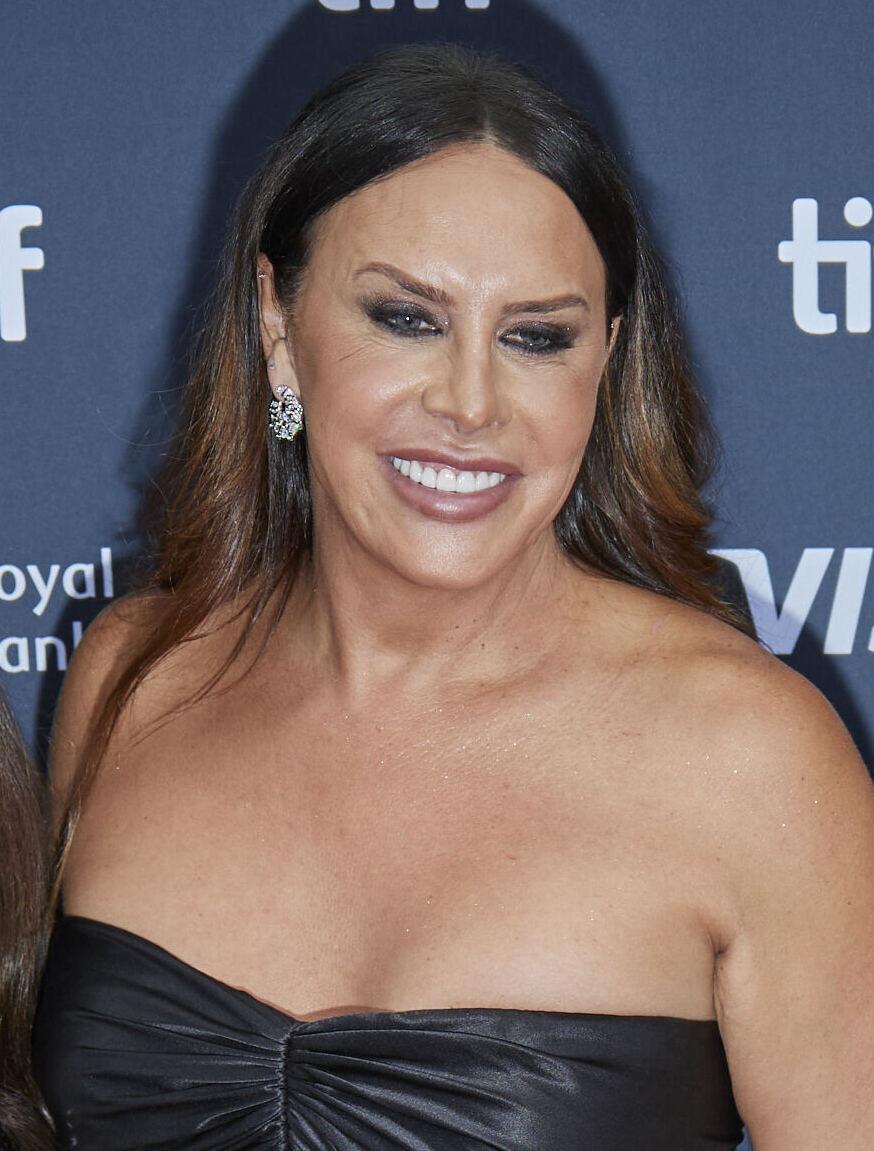
Karla Sofia Gascón, 2024

Karla Sofía Gascón Ruiz (* 31. März 1972 in Alcobendas  als Juan Carlos Gascón Ruiz) ist eine spanische Schauspielerin. Internationale Bekanntheit erlangte sie durch ihre Oscar-nominierte Hauptrolle in dem Spielfilm Emilia Pérez (2024).

## Leben
Gascón tritt seit 1995 schauspielerisch in Erscheinung. Sie trat in einer Reihe von Telenovelas und Filmen auf, darunter El Señor de los Cielos und Nosotros los Nobles. Ihr Schaffen umfasst mehr als 40 Produktionen.
 Im Jahr 2018 stellte sie ihr Buch Karsia. Una historia extraordinaria vor, in dem sie ihre Geschlechtsidentität als Transfrau öffentlich machte und ankündigte, ab sofort den Namen Karla Sofía zu verwenden. 

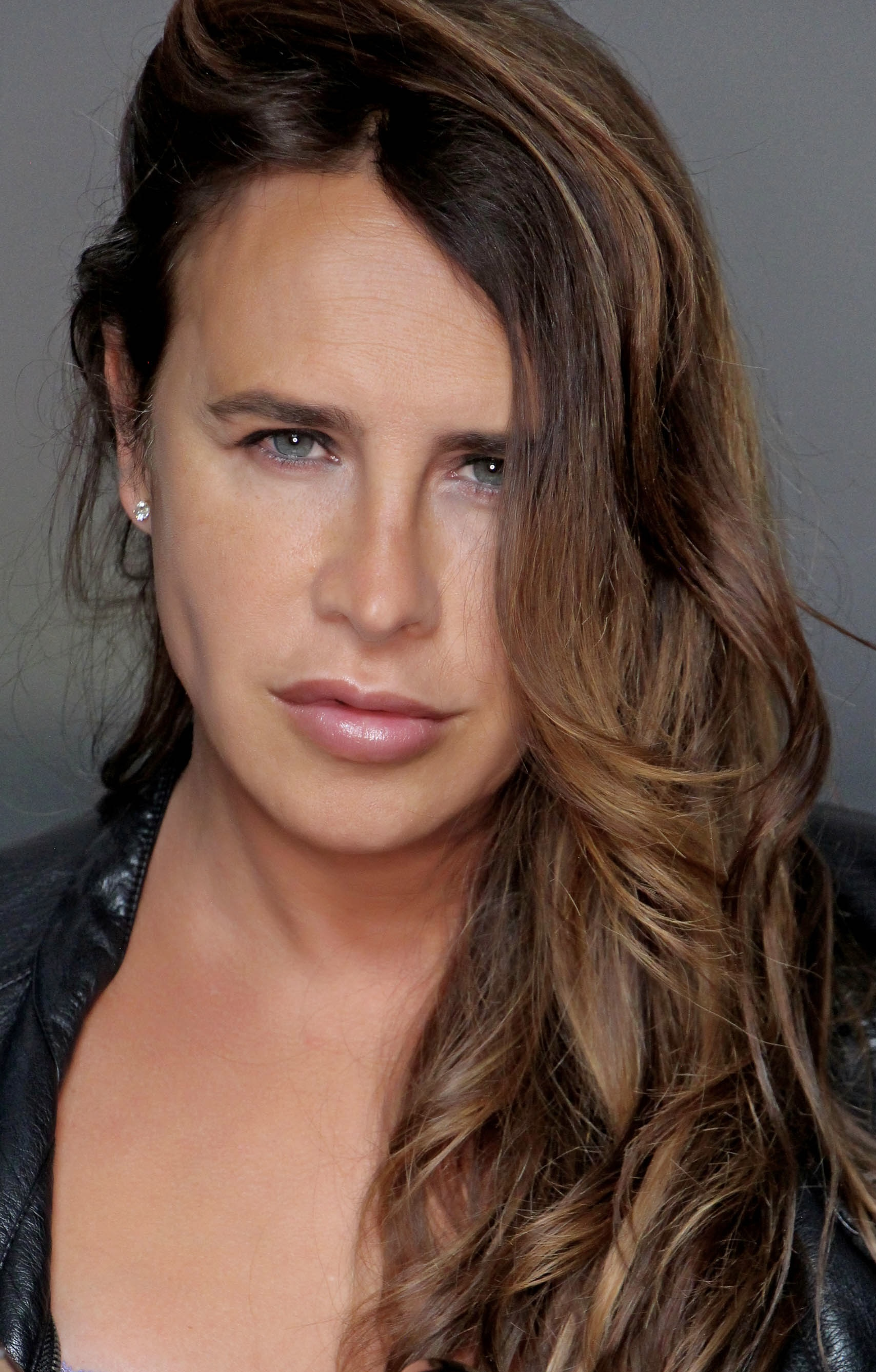
Karla Sofía Gascón, 2020

Einen außergewöhnlichen Erfolg konnte sie im Jahr 2024 als Titelheldin des Musical-Thrillers Emilia Pérez von Jacques Audiard verbuchen. Im Jahre 2024 konnte sie als erste offene Trans-Schauspielerin bei den Internationalen Filmfestspielen von Cannes einen der Hauptpreise gewinnen, den als Beste Darstellerin, der ihr gemeinsam mit Selena Gomez, Adriana Paz und Zoë Saldaña für Emilia Pérez verliehen wurde. Im selben Jahr wurde Gascón der Europäische Filmpreis als Beste Darstellerin zuteil. Im Jahr 2025 folgten, ebenfalls für Emilia Pérez, unter anderem Nominierungen für den Oscar, Golden Globe Award und britischen BAFTA Award, jeweils als beste Hauptdarstellerin. Auch bei diesen Filmpreisen war sie die erste Trans-Schauspielerin, der diese Ehre zuteilwurde.

## Kontroverse
Am 30. Januar 2025 veröffentlichte eine Journalistin mehrere Tweets Gascóns aus den Jahren 2020 und 2021, die als islamfeindlich, rassistisch und impfskeptisch gedeutet wurden. Zudem hatte sie sich abfällig über die kulturelle Diversität im Rahmen vergangener Oscar-Verleihungen geäußert. Obwohl sie daraufhin ihr X-Konto deaktivierte und sich entschuldigte, schloss Netflix sie von der Werbekampagne für Emilia Pérez in den Vereinigten Staaten aus. Sie wird den Film nicht bei den Goya-Filmpreisen präsentieren, lehnte es jedoch ab, ihre Nominierung für den Oscar zurückzuziehen.

## Privates
Gascón ist mit Marisa Gutiérrez verheiratet, die sie im Alter von 19 Jahren in einem Nachtclub in ihrer Heimatstadt kennengelernt hatte. Gemeinsam haben sie eine Tochter, die 2011 geboren wurde.

## Filmografie (Auswahl)
- 1995: Los ladrones van a la oficina (Fernsehserie – 1 Folge)
- 1995: El águila de fuego (Fernsehfilm)
- 1995: Canguros (Fernsehserie – 1 Folge)
- 1996: Isabel (Fernsehserie)
- 1996–1998: El súper (Fernsehserie – 21 Folgen)
- 1997: Calle nueva (Fernsehserie – 5 Folgen)
- 1997–2002: Al salir de clase (Fernsehserie)
- 1997: Destiempo (Kurzfilm)
- 1999: Se buscan fulmontis
- 2000: ¡Ala... Dina! (Fernsehserie – 1 Folge)
- 2000: Me da igual
- 2001: Antivicio (Fernsehserie – 1 Folge)
- 2002: La caja 507
- 2004: Di que sí
- 2005: El pasado es mañana (Fernsehserie – 27 Folgen)
- 2007: La que se avecina (Fernsehserie – 1 Folge)
- 2007: Hospital Central (Fernsehserie – 1 Folge)
- 2008: El menú (Kurzfilm)
- 2009: Hermanos & detectives (Fernsehserie – 1 Folge)
- 2009: Cíclope (Kurzfilm)
- 2009–2010: Corazón salvaje (Fernsehserie – 80 Folgen)
- 2010: Cambio de sentido
- 2010–2011: Llena de amor (Fernsehserie – 3 Folgen)
- 2011: Una familia con suerte (Fernsehserie – 1 Folge)
- 2011: Interés variable (Kurzfilm)
- 2011: Mentiras (Kurzfilm)
- 2012: GEIST, actual events (Fernsehfilm)
- 2013: Die Kinder des Señor Noble (Nosotros los Nobles)
- 2013: El cura y el veneno
- 2013: Como dice el dicho (Fernsehserie – 1 Folge)
- 2014: El Señor de los Cielos (Fernsehserie – 47 Folgen)
- 2014: Cambio de sentido
- 2014–2015: Hasta el fin del mundo (Fernsehserie – 31 Folgen)
- 2016: El Cazarecompensas (Kurzfilm)
- 2016: Drunk History (Drunk History: El Lado Borroso De La Historia, Fernsehserie – 1 Folge)
- 2016: 40 y 20 (Fernsehserie – 1 Folge)
- 2022: Rebelde – Jung und rebellisch (Rebelde, Fernsehserie – 8 Folgen)
- 2022–2023: Harina (Fernsehserie – 2 Folgen)
- 2024: Emilia Pérez
- 2024: La causa del accidente que provocó el incendio (Kurzfilm)

## Auszeichnungen (Auswahl)
Gewonnene Preise für Emilia Pérez:
- 2024: Filmfestival von Cannes – Beste Darstellerin (gemeinsam mit Zoe Saldaña, Selena Gomez und Adriana Paz)
- 2024: Ischia Global Film & Music Festival – Breakout Actress of the Year Award
- 2024: Filmfestival von Mill Valley – Bestes Schauspielensemble (gemeinsam mit Zoe Saldaña, Selena Gomez und Adriana Paz)
- 2024: Filmfestival von Savannah – Distinguished Performance Award
- 2024: Europäischer Filmpreis – Beste Darstellerin
- 2025: Filmfestival von Palm Springs – Chairman's Vanguard Award (gemeinsam mit Jacques Audiard, Edgar Ramírez, Zoe Saldaña, Selena Gomez und Adriana Paz)

Nominierte Preise für Emilia Perez
- 2025: Oscar – Beste Hauptdarstellerin
- 2025: Golden Globe Award – Beste Hauptdarstellerin – Komödie oder Musical
- 2025: Screen Actors Guild Award – Beste Hauptdarstellerin
- 2025: British Academy Film Award – Beste Hauptdarstellerin
- 2025: Critics’ Choice Movie Award – Beste Hauptdarstellerin
- 2025: Critics’ Choice Movie Award – Bestes Schauspielensemble (gemeinsam mit Selena Gomez, Zoe Saldana und Adriana Paz)
- 2025: Satellite Award – Beste Hauptdarstellerin – Komödie oder Musical

## Autobiografie
- Carlos Gascón: Karsia. una historia extraordinaria. Umbriel, Barcelona 2019, ISBN 978-6077481461 (spanisch).